# Schanulleke

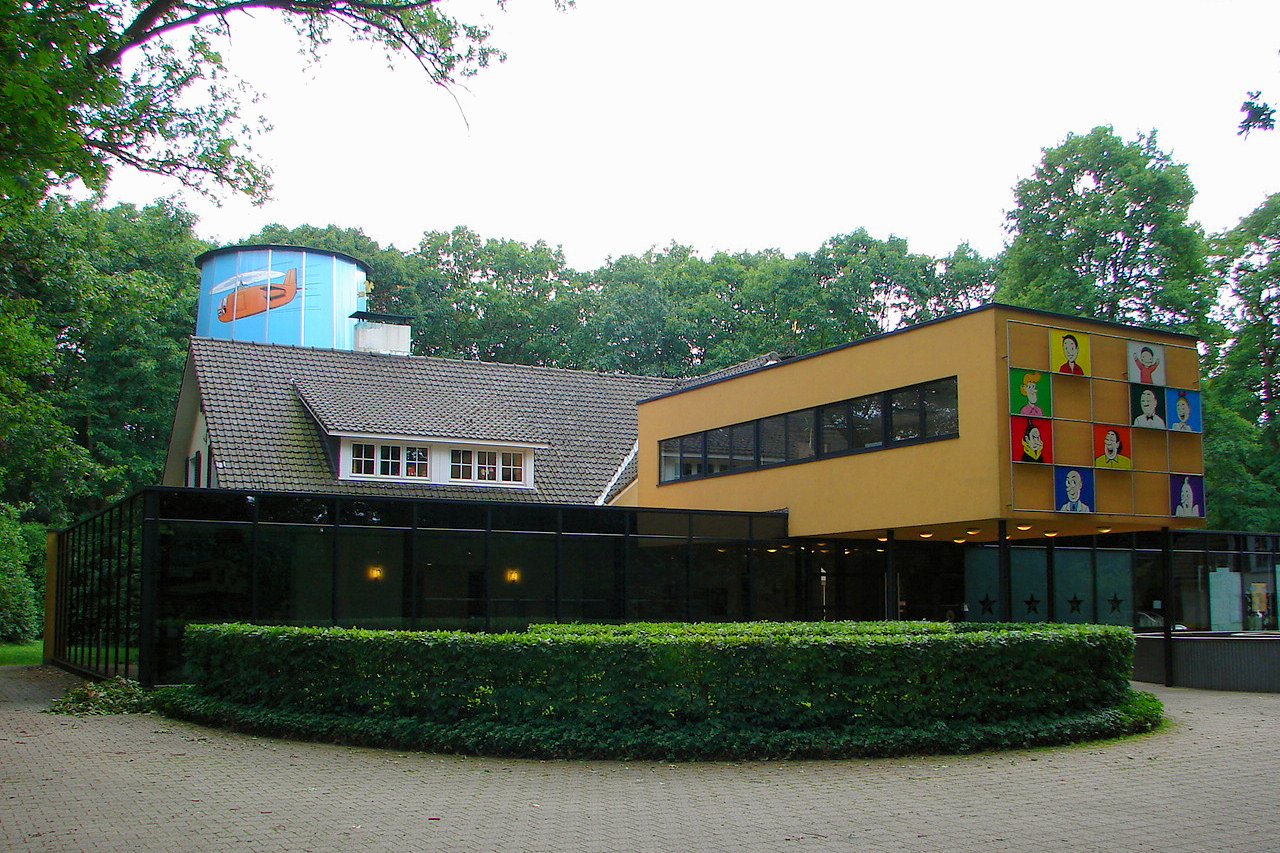
Op het Suske en Wiske-Museum in Kalmthout worden Suske, Schanulleke, tante Sidonia, Lambik, Wiske, Krimson, Jerom, professor Barabas en Sus Antigoon afgebeeld, ook de gyronef is te zien

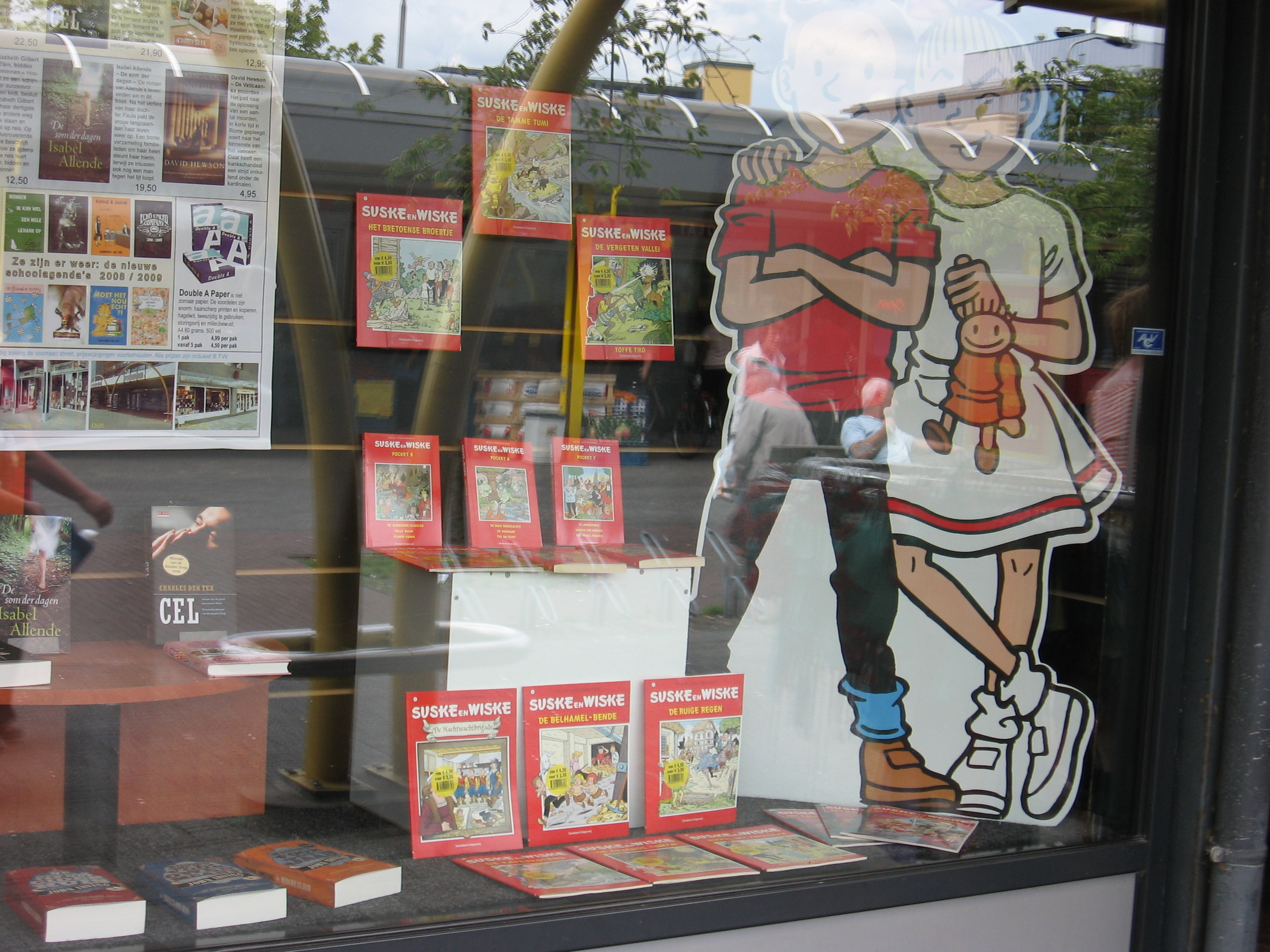
Suske en Wiske met Schanulleke

Schanulleke is het popje van Wiske uit de stripreeks Suske en Wiske, waar ze sinds het eerste album (Rikki en Wiske in Chocowakije) in voorkomt. Wiske en Schanulleke zijn onafscheidelijk, hoewel het popje in veel verhalen niet te zien is.
Wanneer het popje zoekraakt, ontvoerd wordt of iets te verduren krijgt, wordt Wiske ziek van verdriet. Ze probeert haar popje te redden, met of zonder haar trouwe vrienden. Schanulleke komt ook dikwijls tot leven. Ook Jerom is dol op Schanulleke en zijn liefde voor het popje zorgt ervoor dat hij zich aansluit bij de vrienden in het avontuur De dolle musketiers (1953). In De zoevende zusters (2023) wordt bekend dat de maker van het popje een dekentje stal, want hij had geen geld voor stof. Hij maakte het rode jurkje van dit dekentje en veroorzaakte hierdoor veel leed.

## Verschillende namen
In de eerste verhalen heette het popje Schalulleke, wat Antwerps is voor lente-ui. De verhalen werden in eerste instantie gepubliceerd in De Nieuwe Standaard (1945-1947), later De Standaard (vanaf 1947), alvorens als album te verschijnen. Toen de reeks zich op 8 maart 1946 naar Nederland uitbreidde werd dat (wegens verzet van Nederlanders die in Schalulleke een verkleinwoord van 'lul' lazen) spoedig veranderd naar Schabolleke (naar schabouwelijk, een oud Nederlands woord dat zoiets als 'jammerlijk' of 'erbarmelijk' betekent; Schabolleke ís een nogal schabouwelijk popje, met haar slappe lijfje, gevuld met zaagsel). De definitieve naam, Schanulleke, kwam in 1965 in het album De schone slaper.
In Sterrenrood wordt verteld dat Schanulleke oorspronkelijk het lappenpopje was van Marie, de dochter van Madeleine Scapin de Boule. Marie noemde het popje Scaboul, naar haar familienaam die ze nog niet goed kon uitspreken. Het meisje was enig kind en overleed aan een erfelijke aandoening toen ze elf jaar was. Haar moeder Madeleine bewaarde het popje en gaf het, toen zij 95 jaar was, tijdens een overtocht naar Amerika aan Wiske van Stiefrijke. Zij vertelt haar namelijk dat ze vindt dat ze veel op Marie lijkt. Het popje was toen 60 jaar oud. Wiske van Stiefrijke noemt het popje Scaboelleke (boeleke is een oud Nederlands woord voor pasgeborene, zuigeling, baby). Wiske, de jongste dochter van Petra Jan Estella Van Stiefrijke, wordt vernoemd naar Wiske van Stiefrijke, die later het popje als geboortegeschenk aan Wiske geeft als ze in Europa is.
In het vijfde Suske en Wiske-album, Prinses Zagemeel, werd reeds een andere voorgeschiedenis van het popje verteld. Het werd gemaakt door een Antwerpse poppenmaker die het opvulde met zaagsel, zagemeel dat was gemaakt van een betoverde boom. Uiteindelijk kocht Wiske het popje en noemde het Schalulleke.
Enkele Suske en Wiske-albums zijn ook verschenen in andere landen en in deze vertalingen heeft Schanulleke een andere naam:
- Engels: Muffin, Sawdust, Molly (de laatste naam in The Poisoned Rain (De ruige regen).
- Frans: Fanfreluche.
- Zweeds: Lisa

Schanulleke heet in de volgende vertalingen gewoon Schanulleke: Fries, Drents en Limburgs.

## Rol in de albums
Schanulleke speelt niet mee in de verhalen van de blauwe reeks. In het eerste verhaal van deze reeks (Het Spaanse spook) krijgt Schanulleke, samen met Wiske, nieuwe kledij en een nieuw kapsel. Daarna verdwijnt het popje, zonder enige verklaring, volledig uit het beeld.
In de volgende albums speelt Schanulleke een belangrijke rol:
- In het verhaal Prinses Zagemeel (1949) wordt Schanulleke ontvoerd omdat ze gevuld is met zaagsel van een boom, die eigenlijk een tot boom omgetoverde prinses was.
- In het verhaal Bibbergoud (1950) wordt Schanulleke betoverd door de Totem die het bibbergoud bewaakt tot een wrede sachem, een soort stamhoofd van indianen met wie ze in dat verhaal te maken krijgen.
- In het verhaal De sterrenplukkers (1952) wenst Wiske dat Schanulleke tot leven komt, het popje blijkt echter erg deftig en eigenwijs te zijn.
- In het verhaal Het vliegende bed (1959) laat Suske als verrassing een mechanisch werkje in Schanulleke bouwen, dit als cadeau voor de verjaardag van Wiske. Helaas komt Schanulleke hierdoor in problemen, maar het blijkt ook de redding voor bepaalde situaties te zijn. Door een formule wordt Schanulleke enorm groot en hierdoor betekent ze een gevaar voor haar omgeving.
- In een aantal Suske en Wiske verhalen lijkt Schanulleke te kunnen praten. Een aantal keer blijkt dit gewoon door een microfoontje te komen, maar in het verhaal De dulle griet (1966) wordt ze betoverd door Dulle Griet waardoor ze vergroot wordt en kan praten. De eigenlijke bedoeling hiervan, om van haar een oorlogsmonster te maken, gaat echter niet op omdat Schanulleke zelf hier tegen is.
- In het verhaal Het brommende brons (1972) wordt door Gabriël een steentje van fee Fantasia in Schanulleke genaaid, dit als dank voor de goede zorgen van Wiske, en hierdoor kunnen mensen denkgolven van standbeelden opvangen.
- In het verhaal De poppenpakker (1973) is Pierrot verliefd op Schanulleke en alle poppen zijn tot leven gekomen in poppenland. Suske, Wiske en Jerom proberen Schanulleke te redden van Lambik, die is in de macht van Mefisto gekomen door een betoverd strikje en probeert poppenland te vernietigen.
- In het verhaal Het Bretoense broertje (1982) dat zich onder andere afspeelt op Mont Saint-Michel voelt Schanulleke zich eenzaam en wil een broertje. Tante Sidonia maakt een pop naar het model dat een Bretoense visser vervaardigde. Schanulleke is niet tevreden, omdat het niet leeft.
- In het verhaal Het dreigende dinges (1985) moet Wiske een moeilijke keuze maken, alleen met Schanulleke kan de K.C. gerepareerd worden en hiervoor moet Wiske haar popje dus opofferen.
- In het korte verhaal Sony-San (1986) krijgt Schanulleke van het robotje Sony San, dat verliefd op Schanulleke is geworden, een mechanisch werkje in haar lijfje waardoor ze levend wordt en een avontuur in Japan beleeft.
- In het verhaal De mysterieuze mijn (1990) komen Schanulleke en het boomstammetje Pijntje tot leven door tovervloeistof. Ook Tobias kan hierdoor spreken.
- In het verhaal De vlijtige vlinder (????) krijgen Suske en Wiske vleugels die ze aan schanulleke binden om de vrede te herstellen.
- In het verhaal Amber (1999) is Wiske jaloers op de aandacht van Schanulleke voor de Neanderthalerpeuter Amber. Schanulleke komt in het verhaal ook tot leven en heeft ook duidelijke voorkeur voor Amber.
- In het verhaal De laatste vloek (2002) wordt Schanulleke door de kleine Kalasj Nikov en Floda meegenomen. Ze gaan op weg naar Chocowakije en het popje komt tot leven in De kus van Odfella (2003) en De gevangene van Prisonov (2003).
- In het verhaal Juffertje Janboel wordt Schanulleke eerst vastgebonden aan een tijdbom en later bijna opgegeten door de Zooizwijn, maar wordt gered door Wiske.
- In het verhaal De knokkersburcht wordt Schanulleke door de Schotten gestolen om Wiske naar Schotland te lokken.
- In het verhaal Het bizarre blok zorgt Schanulleke als symbool van zuivere liefde voor de overwinning op de duivel.
- In het verhaal De Tirannieke Tor wordt Schanulleke tijdelijk mens en vormt ze samen met Wiske & Lambik een superhelden team.
- In het verhaal De treiterende trien wordt Schanulleke betoverd door de Zwarte Madam. Het popje wordt een zeer gemeen levend meisje dat het leven van Suske, Wiske, Lambik, Jerom en tante Sidonia terroriseert.
- In het verhaal Sterrenrood (2015) wordt een diamant, Sterrenrood, in het popje verstopt. Het popje is van een oude dame die het tijdens de reis naar Amerika aan Wiske van Stiefrijke geeft. Wiske lijkt enorm op haar overleden dochter.
- In het verhaal De bibberende Bosch (2016) komt Schanulleke terecht in een rivier en Wiske is ontroostbaar. Lambik, Jerom en Suske reizen naar het verleden om daar naar Memoria te reizen en in deze droomwereld de herinneringen aan het poppetje te vernietigen, zodat Wiske kan herstellen van haar psychotrauma.
- In het verhaal De pientere pop (2016) komt Schanulleke tot leven door een ufo. Ze voelt zich alleen en reist door de tijd met behulp van de teletijdmachine.
- In het verhaal Het gewiste Wiske (2020) neemt Jerom de zorg voor het poppetje over als Wiske haar grote liefde niet meer herkent.
- In het verhaal De zwijgende Zwollem (2020) komt Schanulleke tot leven door verbeeldingskracht in het kasteel van Van Zwollem.
- In het verhaal De zoevende zusters (2023) geeft Wiske haar geliefde popje aan Glacillia, want zij veroorzaakt veel leed door het verdriet dat haar in het verleden is aangedaan toen haar dekentje werd gestolen.
- In De schakende schim (2024) offert Wiske haar liefelingspopje met als doel een schaaktoernooi te winnen.

## Eigen reeks
Schanulleke heeft ook haar eigen stripverhalen met gags van één pagina.

## Amoras
Schanulleke speelt ook een rol in de stripreeks Amoras.

## Trivia
- De prefect in Asterix en het ijzeren schild heet Tullius Fanfrelus. In het Arvernse dialect wordt dat Fanfreluche.
- In Maastricht is er in 1992 een dispuut opgericht met de naam O.D.D. Schanulleke. Dit dispuut is vernoemd naar Schanulleke.